# Saint-Léonard (Gers)
Saint-Léonard is een gemeente in het Franse departement Gers (regio Occitanie) en telt 143 inwoners (1999). De plaats maakt deel uit van het arrondissement Condom.

## Geografie
De oppervlakte van Saint-Léonard bedraagt 13,4 km², de bevolkingsdichtheid is 10,7 inwoners per km².
De onderstaande kaart toont de ligging van Saint-Léonard (Gers) met de belangrijkste infrastructuur en aangrenzende gemeenten.

## Demografie
Onderstaande figuur toont het verloop van het inwonertal (bron: INSEE-tellingen).